# Nabd
 (novembre 2022).
La mise en forme du texte ne suit pas les recommandations de Wikipédia : il faut le « wikifier ».
Les points d'amélioration suivants sont les cas les plus fréquents :
- Les titres sont pré-formatés par le logiciel. Ils ne sont ni en capitales, ni en gras.
- Le texte ne doit pas être écrit en capitales (les noms de famille non plus), ni en gras, ni en italique, ni en « petit »…
- Le gras n'est utilisé que pour surligner le titre de l'article dans l'introduction, une seule fois.
- L'italique est rarement utilisé : mots en langue étrangère, titres d'œuvres, noms de bateaux, etc.
- Les citations ne sont pas en italique mais en corps de texte normal. Elles sont entourées par des guillemets français : « et ».
- Les listes à puces sont à éviter, des paragraphes rédigés étant largement préférés. Les tableaux sont à réserver à la présentation de données structurées (résultats, etc.).
- Les appels de note de bas de page (petits chiffres en exposant, introduits par l'outil «  Source ») sont à placer entre la fin de phrase et le point final[comme ça].
- Les liens internes (vers d'autres articles de Wikipédia) sont à choisir avec parcimonie. Créez des liens vers des articles approfondissant le sujet. Les termes génériques sans rapport avec le sujet sont à éviter, ainsi que les répétitions de liens vers un même terme.
- Les liens externes sont à placer uniquement dans une section « Liens externes », à la fin de l'article. Ces liens sont à choisir avec parcimonie suivant les règles définies. Si un lien sert de source à l'article, son insertion dans le texte est à faire par les notes de bas de page.
- La présentation des références doit suivre les conventions bibliographiques. Il est recommandé d'utiliser les modèles {{Ouvrage}}, {{Chapitre}}, {{Article}}, {{Lien web}} et/ou {{Bibliographie}}. Le mode d'édition visuel peut mettre en forme automatiquement les références.
- Insérer une infobox (cadre d'informations à droite) n'est pas obligatoire pour parachever la mise en page.

Pour une aide détaillée, merci de consulter Aide:Wikification.
Si vous pensez que ces points ont été résolus, vous pouvez retirer ce bandeau et améliorer la mise en forme d'un autre article.
Nabd est une société d'agrégation de nouvelles en arabe, fondée en 2012, dont le siège est à Dubaï et des bureaux aux Émirats arabes unis, au Koweït, en Arabie saoudite, en Égypte et en Jordanie. Nabd regroupe le contenu arabe de 1 500 éditeurs, y compris des éditeurs locaux de la région MENA, des éditeurs internationaux et des chaînes de télévision.
En mars 2022, la société affirme que sa plate-forme a atteint plus de 25 millions d'utilisateurs par mois.

## Histoire
Nabd a été fondé en 2012 par Abdur-Rahman El-Sayed. Le 23 octobre 2012, Nabd est sorti pour les appareils iOS. Le 7 octobre 2013, Nabd est sorti pour les appareils Android.
En août 2019, Nabd est devenu disponible sur le Web via le portail Nabd.com.
En juin 2020, Nabd a déployé une section de flux vidéo dédiée pour l'application.
En octobre 2020, Samsung s'est associé à Nabd en tant que fournisseur d'informations en arabe pour les utilisateurs de smartphones Samsung dans la région du Moyen-Orient et de l'Afrique du Nord. Le même mois, un partenariat similaire a été annoncé entre Huawei et Nabd.
La même année 2020, Nabd a signé un accord de partenariat avec les Nations unies, qui a donné à ces dernières l'opportunité de diffuser leurs nouvelles en arabe parmi le public de Nabd.
En février 2022, Nabd s'est associé à Transsion pour fournir du contenu d'actualités en arabe aux marques de Transsion, notamment les appareils Infinix, Tecno et Itel dans la région MENA.

## Fonctionnalités
Nabd offre aux utilisateurs la possibilité de lire les actualités et le contenu de 1 500 éditeurs locaux, régionaux et internationaux. Il permet aux utilisateurs de sélectionner et de personnaliser les sources d'actualités en fonction de leurs préférences, de leurs intérêts et de leur géolocalisation, et de recevoir un fil d'actualité personnalisé.

## Reconnaissance
- 2014 — Apple App Store sélectionne Nabd dans "Meilleures applications de 2014"[11],[12]

- 2015 — Google Play sélectionne Nabd dans les "Meilleures applications de 2015"[13]

- 2015 — Forbes Middle East récompense le cofondateur de Nabd : ENTREPRENEURS SHAPING SAUDI ARABIA'S FUTURE[14]

- 2017 — Le Forum économique mondial choisit Nabd parmi les 100 startups arabes qui façonnent la quatrième révolution industrielle[15]

- 2019 — Le Forum économique mondial choisit Nabd parmi les 100 startups arabes les plus prometteuses[16],[17]